# Vojenský hřbitov (Martínkovice)
Vojenský hřbitov v Martínkovicích (Srbský hřbitov) na Náchodsku se nachází v severozápadní části obce Martínkovice na návrší naproti kostelu svatého Jiří a svatého Martina. Má rozlohu 13 724 m² a je chráněn jako nemovitá Kulturní památka České republiky..

## Historie
Hřbitov vznikl v průběhu 1. světové války v dolní části zajateckého tábora. Byli zde pohřbíváni zajatci, kteří zemřeli na fyzické vyčerpání nebo na skvrnitý tyfus. Internováni zde byli převážně Srbové (2599), Rusové, Italové, několik Poláků, Litevců a Rumunů. Zemřelí rakouští vojáci ze strážních oddílů byli nejdříve pohřbíváni na farním hřbitově, později bylo pro ně zřízeno na vojenském hřbitově zvláštní oddělení. Původně byl hřbitov obehnán ostnatým plotem a hroby byly označeny dřevěnými kříži. Několik hrobů kryly pomníčky se srbským nebo chorvatským nápisem. Po rozpadu křížů byly hroby označeny prostými tabulkami s čísly.
Roku 1917 byl podle návrhu zajatého ruského inženýra na hřbitově vztyčen památník z litého kamene, na jehož stavbě se podíleli sami zajatci. Jedná se o čtyřboký monument s masivním ozdobeným křížem, umístěným na dvouvrstvém kvádru se širším základem. Uprostřed kříže je hlava Ježíše Krista.
Nápis na straně s křížem je německý: "FRIEDE MIT EUCH" (Pokoj vám).
Dvouřádkový nápis na protilehlé straně je v azbuce s letopočty 1914 – 1918 a v přepise latinkou: "MIR SVJEM" (Mír všem).
Dvouřádkový nápis na levé straně je psán německy: "HIER RUHEN KRIEGSGEFANGENE SERBEN UND RUSSEN" (Zde odpočívají váleční zajatci Srbové a Rusové).
Na pravé straně je srbský nápis v přepise: "OVDE POČIVAJU ZAROBLJENICI SRBA I RUSA" (Zde odpočívají zajatci Srbští a Ruští).

### Po roce 1918
Roku 1927 byly ostatky srbských vojáků exhumovány a převezeny do mauzolea v Jindřichovicích, kde se nacházelo centrální pohřebiště Srbů. Exhumované ostatky Rusů byly v témže roce převezeny do Milovic u Nových Benátek.
V letech 1939 – 1945 bylo na hřbitově v jeho severozápadní části pohřbeno 116 sovětských zajatců ze zajateckého tábora z Broumova, založeného roku 1941. Táborem prošlo přibližně 200 zajatců.
V 70. letech 20. století byly odstraněny náletové dřeviny v areálu a keře na hranici hřbitova. Z vysazených lip se dochovalo jen několik. Povrch hřbitova byl nerovný, na některých místech vyčnívaly kameny s čísly u šachtových hrobů.

### Po roce 1989
Roku 2007 začala obnova památníku z iniciativy srbské firmy za pomoci Obecního úřadu Martínkovice, Ministerstva kultury ČR a velvyslanectví Srbska.

## Zajatecký tábor z 1. světové války
Tábor se rozkládal na pozemcích martínkovického klášterního dvora a na pozemcích některých sedláků obce. Byli sem shromažďováni převážně Srbové, Rusové a Italové. Stavba rozlehlého tábora začala v červnu 1915, kolaudace pak byla koncem dubna 1916. Nacházelo se zde 256 baráků - pro strážní oddíl, pro zajaté důstojníky, pro mužstvo, zvláštní baráky pekárny, kuchyně, truhlárny, kovárny, ševcovské a krejčovské dílny, prádelny, lázeň, místnost pro hudební a divadelní produkce, školní místnost, operační místnosti, pitevna a vysvěcený kostelní barák. Voda pro tábor byla odebírána z vodovodu z Broumovských stěn ze tří pramenů, z nichž hlavním zdrojem byl takzvaný "Pramen bojovníků". Vodovod položili táboroví zajatci podél martínkovické silnice až ke křižovatce silnic Broumov - Božanov.
Do konce roku 1915 bylo v táboře internováno 9000 zajatců (Srbů přibližně 8000). Poslední transport do tábora dorazil 24. června 1918. V průběhu existence tábora bylo zde internováno přes 30 000 zajatců.
Po skončení války a po zrušení tábora bylo na jeho místě vybudováno letiště. Roku 1917 zde několik měsíců působil spisovatel Jaromír John.